# Жінка з кішкою
«Жінка з кішкою» — картина французького художника П'єра Огюста Ренуара, написана в 1875 році. На ній зображено молоду жінку, яка сидить у кріслі і тримає в руках кішку. Робота була подарована паном та пані Бенджамін Е. Леві Національній галереї мистецтв у Вашингтоні в 1950.

## Сприйняття
Як зазначає портал The History of Art, «хоча „Жінка з кішкою“ не є різко „деталізованою“, вона не справляє враження широкої чи розпливчастої. Все намальовано з ретельною, точно налаштованою увагою, і як у героїні картини, так і в кішці, яку вона тримає, відчувається справжня індивідуальність».